# 케르스틴 틸레
케르스틴 틸레(독일어: Kerstin Thiele, 1986년 8월 26일 ~)는 독일의 전직 유도 선수이다. 2012년 하계 올림픽에서 여자 미들급 은메달을 획득했다. 